# 董塘镇
董塘镇位于仁化县城西南12公里，北邻红山镇，西邻乐昌市，南邻浈江区。
董塘镇地貌以丘陵山地为主，有丹霞地貌，属丹霞山世界地质公园的一部分。

## 行政区划
现辖：
董塘社区、仁化县董塘镇广东铝厂社区居民社区、白莲村、红星村、南湖村、坪岗村、安岗村、董中村、五一村、新莲村、新龙村、岩头村、塘联村、河富村、高宅村、江头村、瑶族村、董联村和高莲村。